# 万翠庄
万翠庄（日语：／）是一座法式洋楼，位于爱媛县的县厅所在地松山市中心。，坐落于松山城城山的南麓，被指定为重要文化财。

## 历史与现状

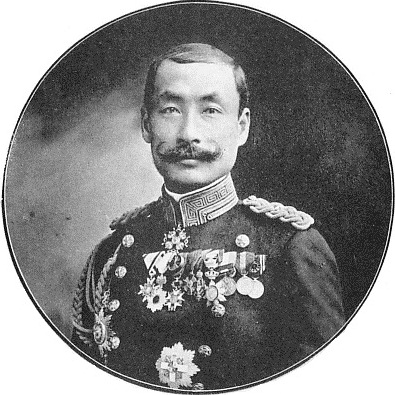
久松定谟

在废藩置县之前，松山市是松山藩的领地。松山藩主久松定谟于1922年建造了这幢洋楼。万翠庄具有法国文艺复兴风格，位于城山南麓的半山腰。它由建筑师木子七郎设计，后来他设计了爱媛县厅本馆和其他建筑。定谟的儿子久松定武，也就是后来的家族继承人，将这座建筑命名为“万翠庄”。
该建筑建筑面积为428.78平方米，地下一层，地上三层。
它是松山最古老的钢筋混凝土建筑。其四坡顶由石板和铜板覆盖。中央的复折式顶和东南角的尖顶为建筑外观增添了独特的韵味。从正门进入，首先映入眼帘的是大厅，中央大厅设有楼梯。东侧设有沙龙（觐见厅），后侧设有餐厅（晚宴厅）。西侧设有朝内的房间，例如管家办公室和侍从室。二楼（目前为1至7号展厅）设有客厅和卧室等生活空间。门厅铺设大理石地板，厅堂的柱子由冈山产的万成石制成，正面的楼梯由一整块无缝的南海柚木制成，每个房间都装饰有各种设计元素，包括由不同颜色的大理石制成的壁炉架、水晶吊灯和彩色玻璃花窗。楼梯平台大窗户上展示的海景是一扇色彩精致、渐变的彩色玻璃窗。它以前被认为是在夏威夷制作的，但2010年爱媛县的一项调查显示，它是木内真太郎的作品。
竣工后不久，摄政王（昭和天皇）于1922年11月22日至24日在此下榻。此后，它经常被用作皇室成员等的住所。据说当时它是各行各业达官贵人的社交场所。
太平洋战争结束后，它被美军征用。1947年起，它被用作松山商工会议所。1952年起，它成为松山家庭法院的所在地。1954年，它被划归爱媛县管理，并于同年8月作为爱媛县立乡土艺术馆开馆。1979年，它更名为爱媛县立美术馆别馆。1985年，它被指定为爱媛县文化财。2008年进行了翻修，2009年4月引入指定管理者制度，该建筑连同愚陀佛庵的运营委托给株式会社Win（至2014年3月31日）。2011年11月29日，主楼和管理员住宅被指定为日本重要文化遗产。
该建筑距离松山城和现爱媛县厅仅数百米，设有可容纳约10辆车的停车场。此外，距离最近的伊予铁道市内线车站仅200米，公共交通十分便利。目前，除定期闭馆日外，该建筑白天向公众开放，并用作活动和展览场地。

## 无线电广播

### 万翠庄时光
自2011年12月8日起，《万翠庄时光》节目于每周日下午5:30至6:00在南海放送播出。节目嘉宾包括博物馆馆长八木健、播音员月冈瞳、博物馆工作人员以及松山志愿导游。 

### 万翠庄信息
本广播节目于2014年4月5日起在南海放送播出，下午6:00开始播出。该节目介绍了与万翠庄相关的故事和事件。主持人是南海广播的播音员中塚真喜子。

## 图库

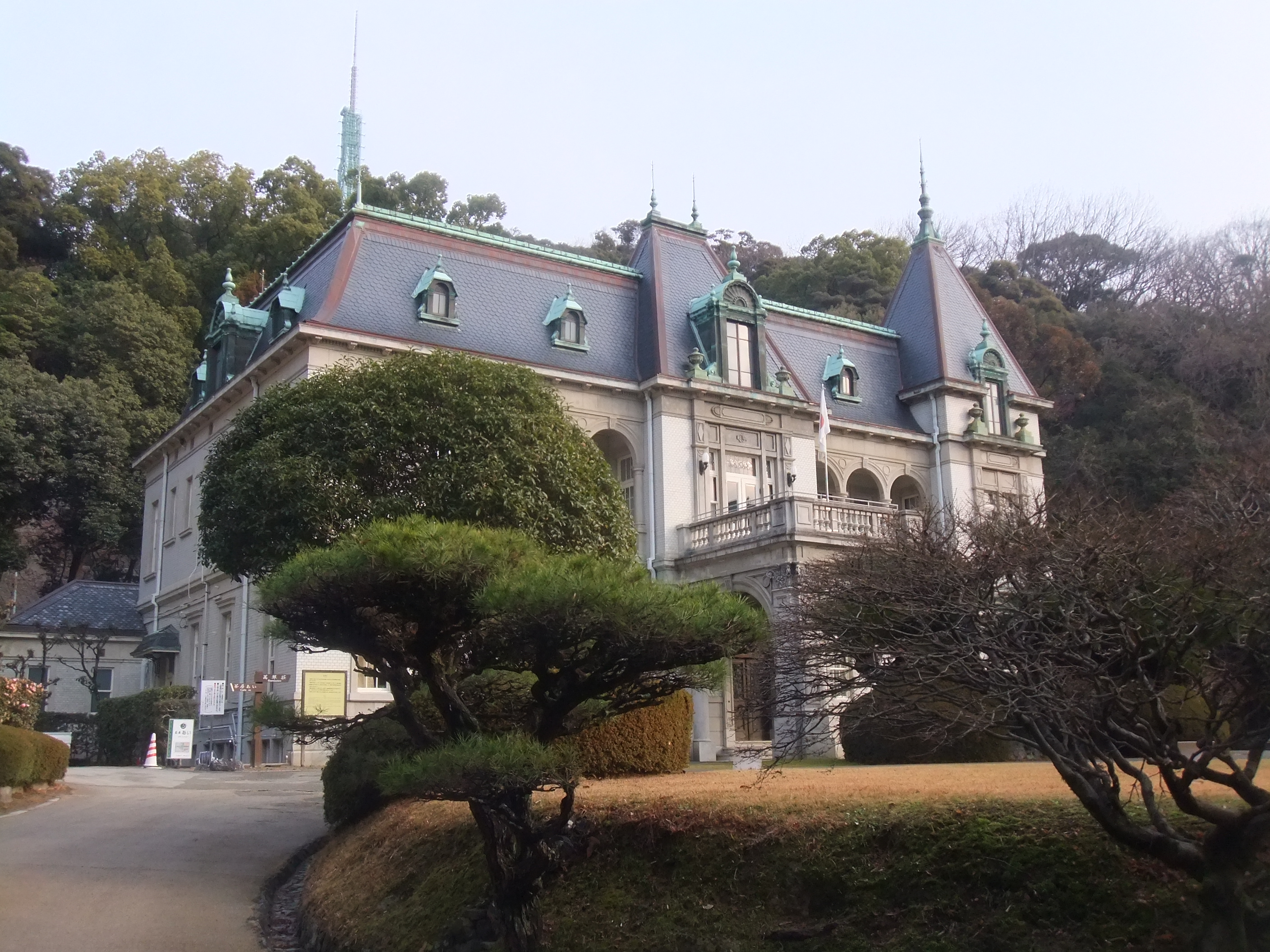
花园景观
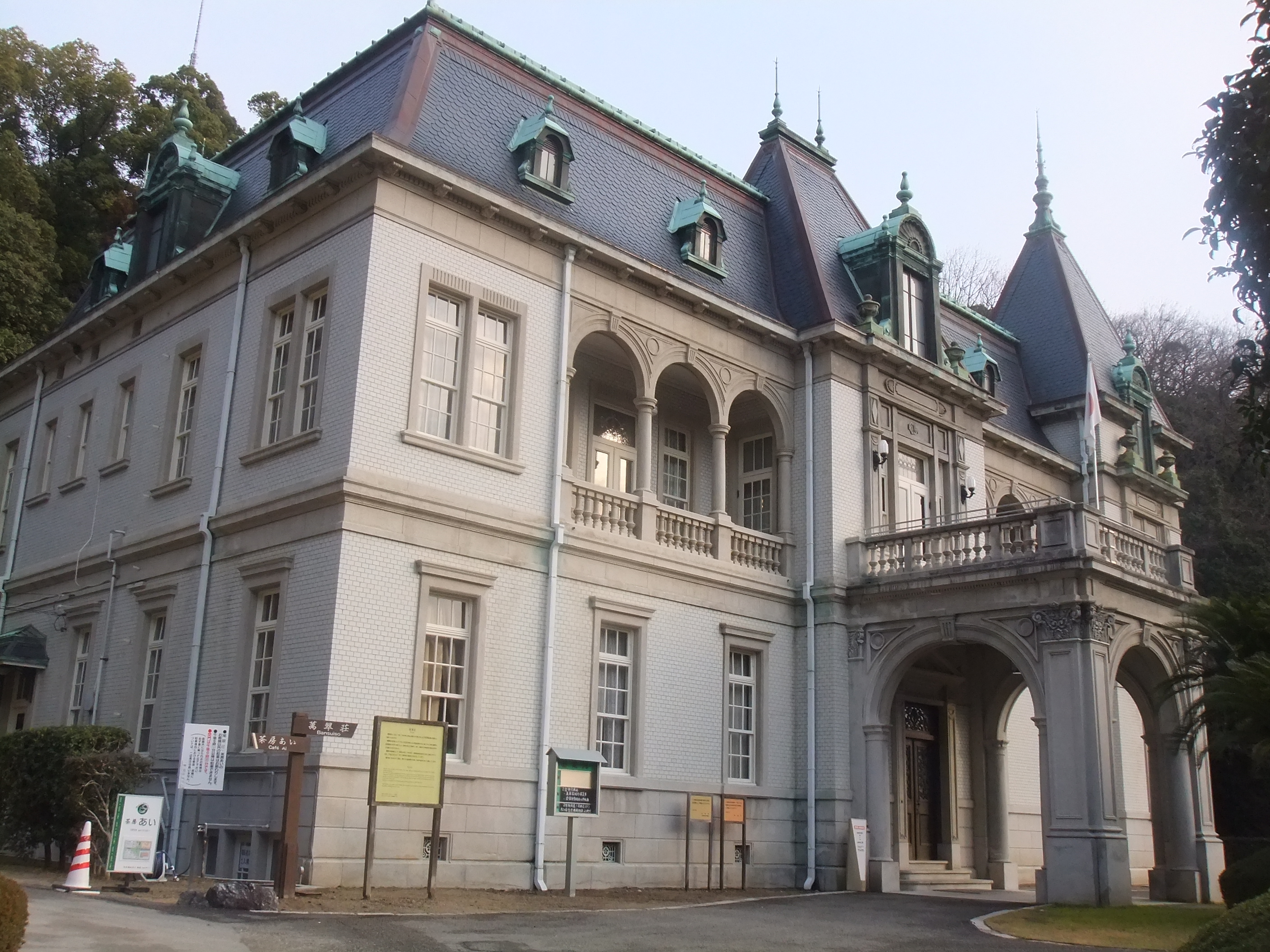
万翠庄
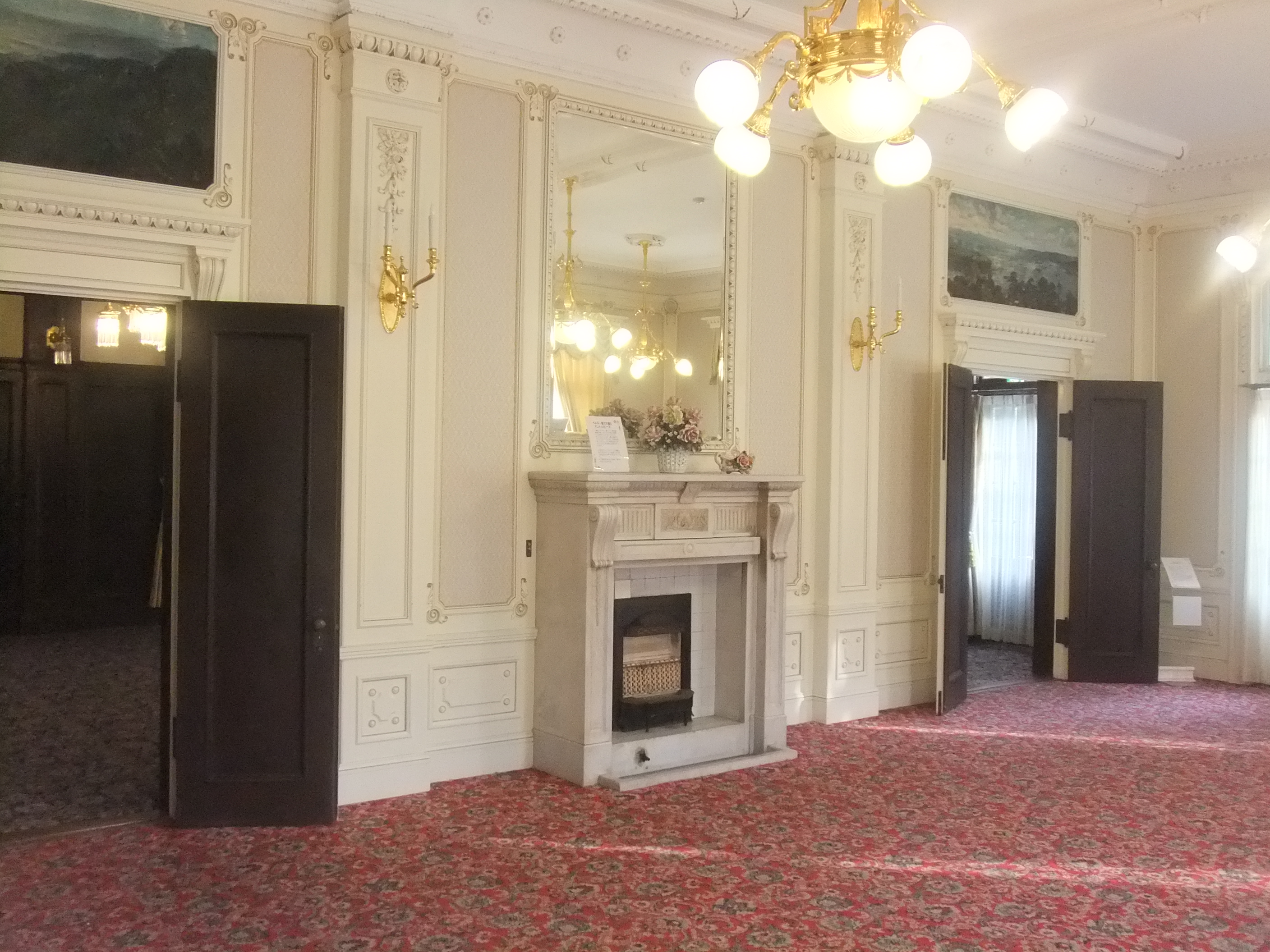
一楼东南侧沙龙
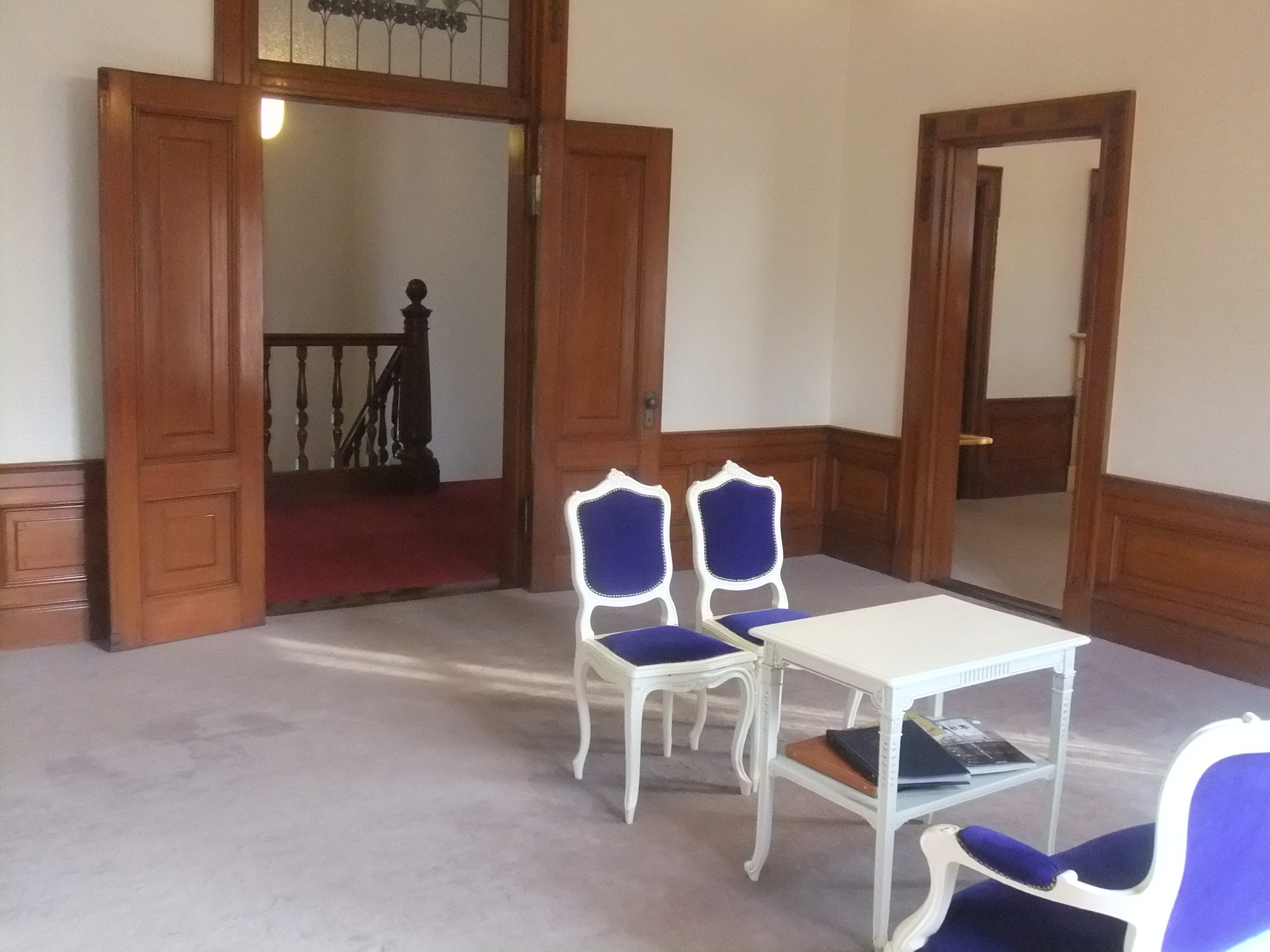
二楼中央的客厅
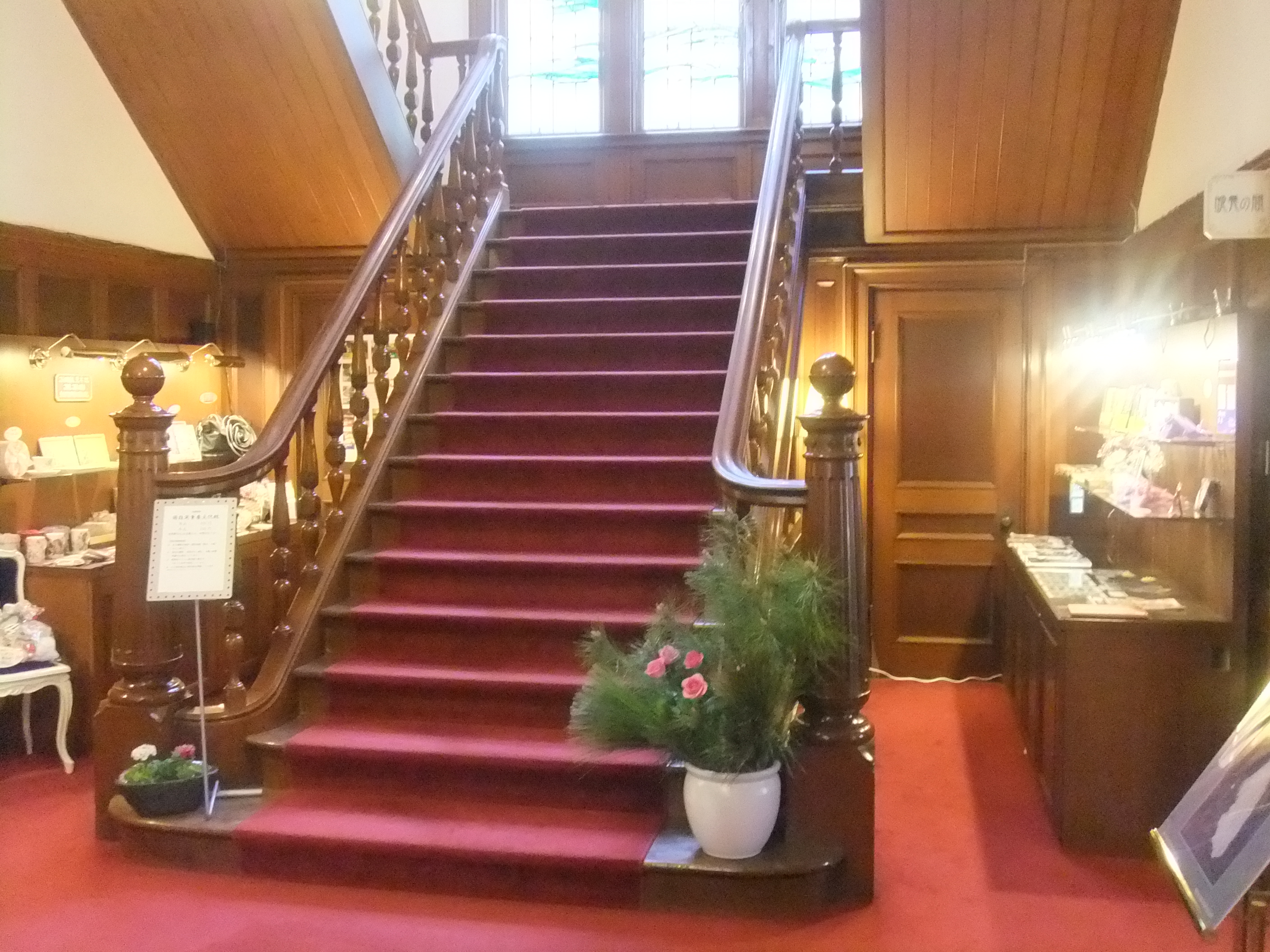
楼梯
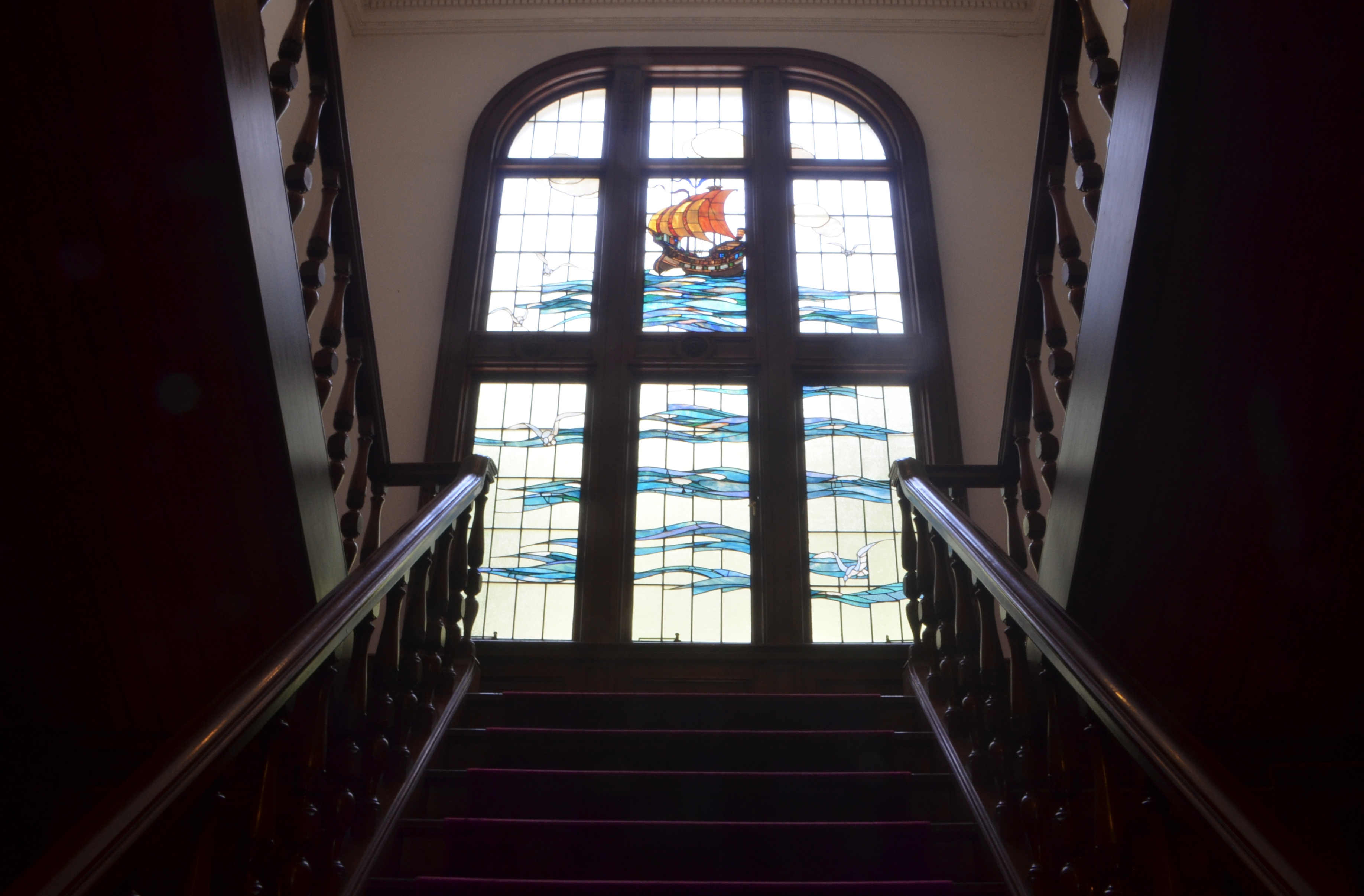
中央楼梯和彩色玻璃

## 参观信息
- 开放时间：上午 9:00 - 下午 6:00
- 闭馆时间：周一（节假日及补休日照常开放）
- 门票：成人300日元，儿童100日元（2020年4月起更改，一楼活动免费入场）

## 交通
- 从伊予铁道城南线大街道站步行3分钟，进入一番町通，往坂上之云博物馆方向走。